# Obecnice
Obecnice là một làng thuộc huyện Příbram, vùng Středočeský, Cộng hòa Séc.